# أليس بلانش
أليس بلانش (باللاتينية: Alyssum blancheanum) نوع نباتي يتبع جنس الأليس من الفصيلة الكرنبية.

## البيئة والانتشار
موطنه بلاد الشام.